# James Bond Theme
Het James Bond Theme is de originele soundtrack van de James Bondfilms, geproduceerd door EON Productions. Het komt bij alle "officiële" James Bondfilms voor.

## Achtergrond
De oorsprong van het nummer is ontstaan bij het maken van de soundtrack Dr. No van Monty Norman. Omdat de filmproducenten niet tevreden waren met het themanummer, werd besloten om John Barry erbij te halen om het themanummer opnieuw te maken. Op de soundtrackalbum van Dr. No staan beide versies, "James Bond Theme" en "The James Bond Theme" maar alleen de eerste (die onofficieel van John Barry is) hoor je in de film. Officieel staat de naam Monty Norman als componist op de soundtrackalbum van Dr. No en op een aantal albums van de vervolgfilms waar het thema in is gebruikt. Ooit beweerde Barry dat hij het nummer had geschreven, maar juridisch gezien heeft hij daar nooit gelijk in gekregen.

## Andere uitvoeringen
Het nummer is veelvuldig gecoverd, gesampled en gebruikt in de media; o.a. door skaband The Selecter, Barry Adamson en Moby wiens remix de Top 40 plaats 27 en Dancesmash op Radio 538 haalde.